# Joseph Cauwelier
Joseph Cauwelier est un footballeur français né le 13 août 1925 à Wavrechain-sous-Denain (Nord) et mort le 6 mars 2010 à Denain. 
Il a évolué comme défenseur à Nantes puis Monaco. 
Il termine sa carrière comme arrière droit à l'US Valenciennes-Anzin.

## Carrière de joueur
- US Denain
- 1946-1947 : FC Nancy (Division 1)
- 1947-1951 : FC Nantes (Division 2)
- 1951-1952 : AS Monaco (Division 2)
- 1952-1956 : Perpignan FC (Division 2)
- 1956-1961 : US Valenciennes-Anzin (Division 1)[3]

## Palmarès
- Finaliste de la Coupe Charles Drago en 1959 avec l'US Valenciennes-Anzin

## Source
- Les Cahiers de l'Équipe 1957, page 129.